# Млинки
Млинки (слч. Mlynky) насељено је мјесто са административним статусом сеоске општине (слч. obec) у округу Спишка Нова Вес, у Кошичком крају, Словачка Република.

## Становништво
| Година:    | 1994. | 2004.    | 2014.   | 2024.    |
| ---------- | ----- | -------- | ------- | -------- |
| Број људи: | 675   | 589      | 563     | 497      |
| Разлика:   |       | -12,74 % | -4,41 % | -11,72 % |

| Година:    | 2023. | 2024.   |
| ---------- | ----- | ------- |
| Број људи: | 492   | 497     |
| Разлика:   |       | +1,01 % |

Према подацима о броју становника из 2011. године насеље је имало 571 становника.